# Fed Cup 2013 – Americká zóna
Americká zóna Fed Cupu 2013 byla jednou ze tří zón soutěže, kterých se účastnily státy ležící v daných regionech, v tomto případě týmy ze států nacházejících se na americkém kontinentu. Do soutěže Americké zóny nastoupilo 19 družstev, z toho osm účastníků hrálo v 1. skupině a dalších jedenáct pak ve 2. skupině. Součástí herního plánu byla také baráž.

## 1. skupina
- Místo konání: Country Club de Ejecutivos, Medellín, Kolumbie (antuka, venku)
- Datum: 4. – 9. února

Osm týmů bylo rozděleno do dvou bloků A a B po čtyřech účastnících. Vítězové obou bloků se utkali v zápase o postup do baráže o Světovou skupinu II pro rok 2014. Družstva, která se umístila na třetím a čtvrtém místě, sehrála zápasy o udržení. Třetí z bloku A se utkal se čtvrtým z bloku B a čtvrtý z bloku A pak se třetím z druhé podskupiny. Dva poražení sestoupili do 2. skupiny Americké zóny pro rok 2014.

### Bloky
|    | Blok A          | CAN | COL | VEN | PER |
| 1. | Kanada (3–0)    |     | 2–0 | 3–0 | 3–0 |
| 2. | Kolumbie (2–1)  | 0–2 |     | 3–0 | 3–0 |
| 3. | Venezuela (1–2) | 0–3 | 0–3 |     | 2–1 |
| 4. | Peru (0–3)      | 0–3 | 0–3 | 1–2 |     |

|    | Blok B         | BRA | PAR | MEX | CHI |
| 1. | Brazílie (3–0) |     | 2–0 | 3–0 | 3–0 |
| 2. | Paraguay (2–1) | 0–2 |     | 3–0 | 2–1 |
| 3. | Mexiko (1–2)   | 0–3 | 0–3 |     | 2–0 |
| 4. | Chile (0–3)    | 0–3 | 1–2 | 0–2 |     |

### Baráž
| Pořadí      | první tým | výsledek | druhý tým |
| ----------- | --------- | -------- | --------- |
| Postup      | Kanada    | 2–1      | Brazílie  |
| 3.–4. místo | Kolumbie  | 1–2      | Paraguay  |
| Sestup      | Venezuela | 2–1      | Chile     |
| Sestup      | Peru      | 0–3      | Mexiko    |

- Kanada postoupila do baráže o účast ve Světové skupině II pro rok 2014,
- Chile a Peru sestoupily do 2. skupiny Americké zóny pro rok 2014.

## 2. skupina
- Místo konání: Maya Country Club, Santa Tecla, Salvador (antuka, venku)
- Datum: 16. – 20. července

Jedenáct týmů bylo rozděleno do dvou bloků A a B. První měl pět a druhý šest účastníků. Vítězové obou bloků si zajistili přímý postup do 1. skupiny Americké zóny pro rok 2014.

### Bloky
|    | Blok A          | ECU | BOL | GUA | PUR | HON |
| 1. | Ekvádor (4–0)   |     | 2–1 | 2–1 | 3–0 | 3–0 |
| 2. | Bolívie (3–1)   | 1–2 |     | 2–1 | 2–1 | 3–0 |
| 3. | Guatemala (2–2) | 1–2 | 1–2 |     | 2–1 | 3–0 |
| 4. | Portoriko (1–3) | 0–3 | 1–2 | 1–2 |     | 2–1 |
| 5. | Honduras (0–4)  | 0–3 | 0–3 | 0–3 | 1–2 |     |

|    | Blok B                       | BAH | DOM | URU | ESA | TRI | CRC |
| 1. | Bahamy (5–0)                 |     | 2–1 | 3–0 | 3–0 | 2–1 | 3–0 |
| 2. | Dominikánská republika (4–1) | 1–2 |     | 2–1 | 2–1 | 2–1 | 3–0 |
| 3. | Uruguay (3–2)                | 0–3 | 1–2 |     | 2–1 | 2–1 | 2–1 |
| 4. | Salvador (2–3)               | 0–3 | 1–2 | 1–2 |     | 2–1 | 2–1 |
| 5. | Trinidad a Tobago (1–4)      | 1–2 | 1–2 | 1–2 | 1–2 |     | 3–0 |
| 6. | Kostarika (0–5)              | 0–3 | 0–3 | 1–2 | 1–2 | 0–3 |     |

- Ekvádor a Bahamy postoupily do 1. skupiny Americké zóny pro rok 2014.